# Wong Tai Sin

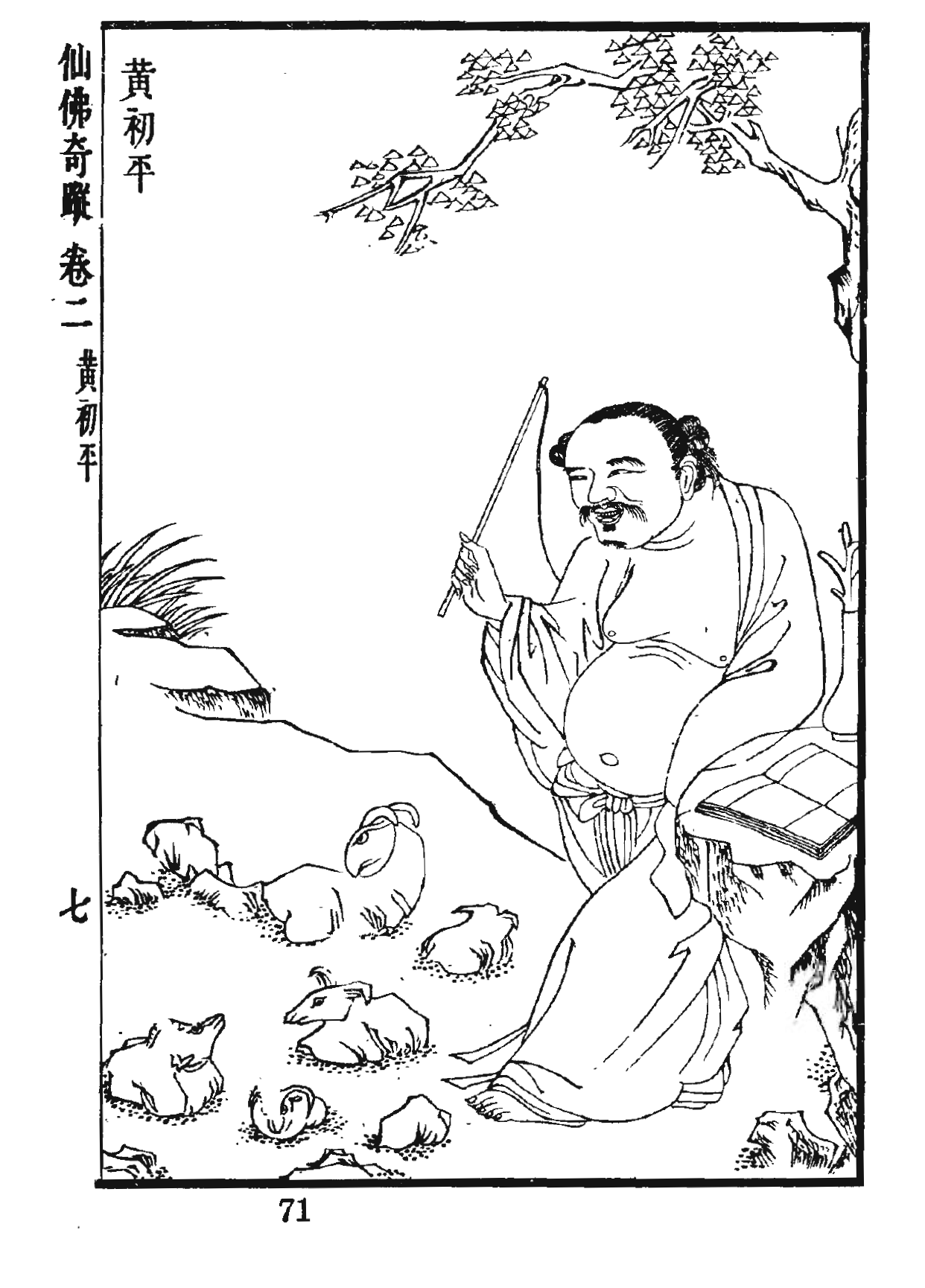
Wong Tai Sin

Wong Tai Sin o Huang Da Xian (en chino:黄初平, pinyin: Huáng chū píng, literalmente:el gran inmortal Wong) es una deidad de la mitología china, es muy famosa en las ciudades de Jinhua y Hong Kong con el poder de la curación.

## Leyenda
Según el texto Auto-Descripción de Chisongzi (赤松子自述; "Maestro Pino Rojo") que se conserva en el templo de esta deidad en Hong Kong , Wong Tai Sin nació como Cho Ping Wong en el año 338 en Lanxi,ciudad-condado bajo la administración de Jinhua, provincia de Zhejiang. Fuentes occidentales indican que nació en los años 284 al 364.
Wong se dice que experimentó la pobreza y el hambre, convirtiéndose en pastor cuando tenía ocho años. Comenzó a practicar el Taoísmo a la edad de quince años después de conocer a una persona inmortal en su ciudad natal. Cuenta la leyenda que fue capaz de transformar las piedras en ovejas cuarenta años después. Wong más tarde se le conoció como El pino rojo inmortal (赤松仙子).

## Templo
El Templo de Wong Tai Sin (en chino:黄大仙祠) es un conocido santuario de mayor atracción turística de Hong Kong . Se dedica a esta deidad, cuenta con 18 000 m² de construcción.
Leung, un devoto desde el Distrito de Nanhai llegó a Hong Kong en 1915, alquiló un apartamento en Wan Chai y estableció un altar en él. Más tarde abrió una tienda de hierbas medicinales y en la parte trasera los clientes podían rezar en el altar a Wong Tai Sin y buscar consejo para sus dolencias. Se piensa que hubo una curación y la gente empezó a creer. Sin embargo, en 1918, la tienda de Leung fue destruida por el fuego. En 1921, Leung dijo que recibió un mensaje de Wong Tai Sin dándole instrucciones para construir un nuevo santuario. Leung y sus compañeros taoístas siguieron con la recomendación, el santuario se terminó y fue oficiada en el día 20 del séptimo mes lunar. En el mismo año, el día 23 del octavo mes lunar, durante la celebración del cumpleaños de Wong Tai Sin, el altar fue nombrado como "Pu Yi Tan" (普 宜 坛) por el dios taoísta más superior.
En 1956, el gobierno propuso recuperar el templo para el desarrollo de vivienda pública, pero no se concretó, en lugar de eso se creó una oficina de administración registrada como sociedad anónima de carácter benéfico en 1965. Debido a su importancia histórica, el templo se clasifica como edificio histórico de Grado II .